# Regina Karachouli
Regina Karachouli, geb. Lippmann (* 1941 in Zwickau) ist eine deutsche Arabistin, Übersetzerin und Kulturwissenschaftlerin. Sie war seit 1981 bis zu ihrer Pensionierung als Dozentin am Orientalischen Institut der Universität Leipzig tätig. Darüber hinaus ist sie vielfach als Übersetzerin moderner arabischer Literatur hervorgetreten.

## Leben und Wirken
Karachouli wurde 1941 als Regina Lippmann in Zwickau geboren. Nach dem Abitur und einem praktischen Jahr in den Chemischen Werken Buna studierte sie Germanistik und Slawistik mit dem Schwerpunkt russische Sprache und einem Abschluss für das Lehramt an der Karl-Marx-Universität Leipzig. Nach einer kurzen Tätigkeit als Lehrerin nahm sie ein Zweitstudium der Arabistik auf und promovierte 1981 bei Dieter Johannes Bellmann in moderner arabischen Literatur über das Theater in Syrien. Anschließend unterrichtete sie zusammen mit der Dozentin für arabische Sprachlehre Ingelore Goldmann in Veranstaltungen, die dem Erlernen und der Anwendung des Arabischen durch ihre Studierenden dienten. Darüber hinaus leitete Karachouli auch Seminare zur arabischen Kultur.
Beide Dozentinnen waren nach der deutschen Wiedervereinigung in verschiedenen Gremien zur neuen Ausrichtung des Orientalistischen Instituts tätig, das nach der Auflösung der Sektion für Afrika- und Nahostwissenschaften 1993 vom Fachbereich Afrikanistik getrennt wurde. Von der in der DDR geförderten, anwendungsbezogenen Sprach- und Übersetzungswissenschaft verschob sich das Profil des Instituts wieder stärker zu einer – in Westdeutschland üblichen – philologischen Ausrichtung. Dabei blieb jedoch die Ausbildung von Studierenden zu Sprachmittlern mit praxisnahen Schwerpunkten erhalten, woran auch der 1991 verstorbene Wolfgang Reuschel großen Anteil hatte.
Zu Karachoulis rund 50 Übersetzungen im deutsch-arabischen Literaturaustausch zählen mehrere Erzählungen und der Roman Zeit der Nordwanderung des sudanesischen Schriftstellers at-Tayyib Salih. Dieser wurde von der arabischen Schriftstellervereinigung als einer der 100 besten arabischen Romane des 20. Jahrhunderts benannt. Weiterhin übersetzte Karachouli zahlreiche Romane arabischer Autorinnen. Hierzu zählen Werke der palästinensischen Schriftstellerin Sahar Khalifa, der Irakerin Alia Mamdouh und der Libanesin Iman Humaidan.
Daneben übertrug Karachouli neben anderen Übersetzern wie Hartmut Fähndrich, Doris Kilias und Leila Chammaa arabische Kurzgeschichten für mehrere Anthologien. Für ihre Übersetzung des Romans Rückkehr nach Tarschisch des tunesischen Schriftstellers Hassouna Mosbahi wurde Karachouli gemeinsam mit dem Autor im Jahr 2000 mit dem Tukan-Preis der Stadt München ausgezeichnet. Seit Beendigung ihrer akademischen Laufbahn ist sie als freiberufliche literarische Übersetzerin tätig.
Regina Karachouli ist seit 1964 mit dem deutsch-syrischen Schriftsteller Adel Karasholi verheiratet, den sie bereits im Studium kennengelernt hatte. Das Ehepaar lebt in Leipzig.

## Veröffentlichungen
- Entwicklungsaspekte der Dramatik und des Theaters in Syrien Ende der sechziger Jahre. Dissertation Karl-Marx-Universität Leipzig 1981.

### Ausgewählte Übersetzungen
- Hassouna Mosbahi: Rückkehr nach Tarschisch. München 2000.
- Iman Humaidan: Fünfzig Gramm Paradies. Basel 2017.
- Sahar Khalifa: Heißer Frühling. Zürich 2010.
- Tajjib Salich: Zeit der Nordwanderung. Basel 1998.
- Bahaa Taher: Die Oase, Zürich 2007.
- Nihad Siris: Ali Hassans Intrige, Basel 2008
- Amjad Nasser: Wohin kein Regen fällt. Basel 2020.

### Hörspiele
- Mamdouh Adwan: Der Lauf der Welt – Regie: Helmut Hellstorff (Original-Hörspiel – Rundfunk der DDR) 1988[10]

### Anthologien
- Salwa Bakr, Muhammad al-Bissati et al.: Auf Besuch. Geschichten aus der arabischen Welt. Basel 2004.
- Chalid al-Chamissi, Alaa al-Aswani et al.: Willkommen in Kairo: Geschichten aus Ägypten. Basel 2014.
- Alaa al-Aswani, Asmi Bischara et al.: Ein Paradies aus Nichts. Geschichten vom Leben in der Wüste. Basel 2015.